# Andreas Kōnstantinou (1947)
Andreas Kōnstantinou (in greco Ανδρέας Κωνσταντίνου?; 23 maggio 1949 – 28 luglio 2015) è stato un calciatore cipriota.